# 10062 Kimhay
10062 Kimhay è un asteroide della fascia principale. Scoperto nel 1988, presenta un'orbita caratterizzata da un semiasse maggiore pari a 2,6616842 au e da un'eccentricità di 0,1760472, inclinata di 1,62776° rispetto all'eclittica.